# Iglesia de Santa Maria de Canepanova
Santa Maria di Canepanova es una iglesia católica de estilo renacentista ubicada en el centro de Pavía, región de Lombardía, Italia. Aunque en el pasado el diseño se atribuyó popularmente a Bramante, la iglesia fue diseñada por Giovanni Antonio Amadeo.

## Historia
Las obras de construcción de la iglesia comenzaron en 1500 y la primera parte se completó en 1507. El proyecto de construcción es anterior si es cierto que en 1492 se fundó la Cofradía de Santa Maria Immacolata di Canepanova, que se encarga de recaudar los fondos necesarios para la construcción de la iglesia. Las obras se realizaron bajo la dirección de Giovanni Antonio Amadeo (aunque según algunos estudiosos el proyecto de la iglesia es de Bramante). En el lugar donde se construyó la iglesia había una casa de la noble familia Canepanova, en una pared de esta casa se pintó al fresco una Virgen Enfermera y, alrededor de 1492, se atribuyeron varios milagros al fresco y por lo tanto se decidió incorporarlo en la nueva iglesia Las obras de construcción se interrumpieron durante los periodos bélicos, finalizándose recién en el siglo XVI con la llegada en 1557 de los padres barnabitas, quienes completaron la construcción con la erección de la cúpula. La iglesia fue consagrada en 1564 por el cardenal Ippolito de 'Rossi. Desde 1915 la iglesia está encomendada a los frailes franciscanos.

## Arquitectura
La iglesia está dividida en un volumen cúbico de planta cuadrada, sobre el que descansa una cúpula octogonal y cuatro torres campanarios en los ángulos. En el interior, el espacio de planta central está generado por los ocho lados de la cúpula proyectada dentro del perímetro cuadrado de la iglesia; la figura así inscrita crea una sucesión de nichos para cada una de las caras del octágono. La fachada está inacabada y enlucida en la parte inferior. 
En la parte sur hay una decoración muy particular de formas circulares tangentes entre sí, encerradas por un marco de terracota. La decoración interior fue realizada a principios del siglo XVII por importantes pintores de la escuela barroca. El salón central tiene forma cuadrada, sobre el que se inserta un tabique octogonal en la parte superior que sigue al de la cúpula. El presbiterio fue construido a partir de 1564. 
En las velas en las que se asienta la segunda cúpula que cubre el altar mayor, se representan ocho sibilas dispuestas en parejas, pintadas por Guglielmo Caccia.
Al costado del presbiterio hay dos capillas. A la izquierda la capilla del Crucifijo que alberga, en una hornacina del muro este, el conjunto de madera del Crucifijo traído como dote por la cofradía de San Sebastián. En el muro norte está el lienzo de la Resurrección de Pietro Maggi, y en el muro oeste otro lienzo con la Asunción de la Virgen. 
A la derecha del presbiterio se encuentra la Capilla de la Inmaculada Concepción. En la pared este está el lienzo con La Inmaculada Concepción de Bernardino Ciceri. Enfrente, en cambio, el lienzo con la Coronación de la Virgen. En el grueso muro que separa el salón del presbiterio, en dos pequeñas salas, se colocan: a la izquierda el lienzo que representa a San Carlos Borromeo con hábito episcopal, a la derecha, al frente, el lienzo con San Alejandro Sauli, ambos lienzos Fueron realizados por Guglielmo Caccia en 1614.
En los muros laterales del salón hay dos capillas, a la izquierda la de Santa Ana ya la derecha la de San José. En las cuatro esquinas se exhiben por parejas los grandes lienzos del ciclo de las heroínas bíblicas.

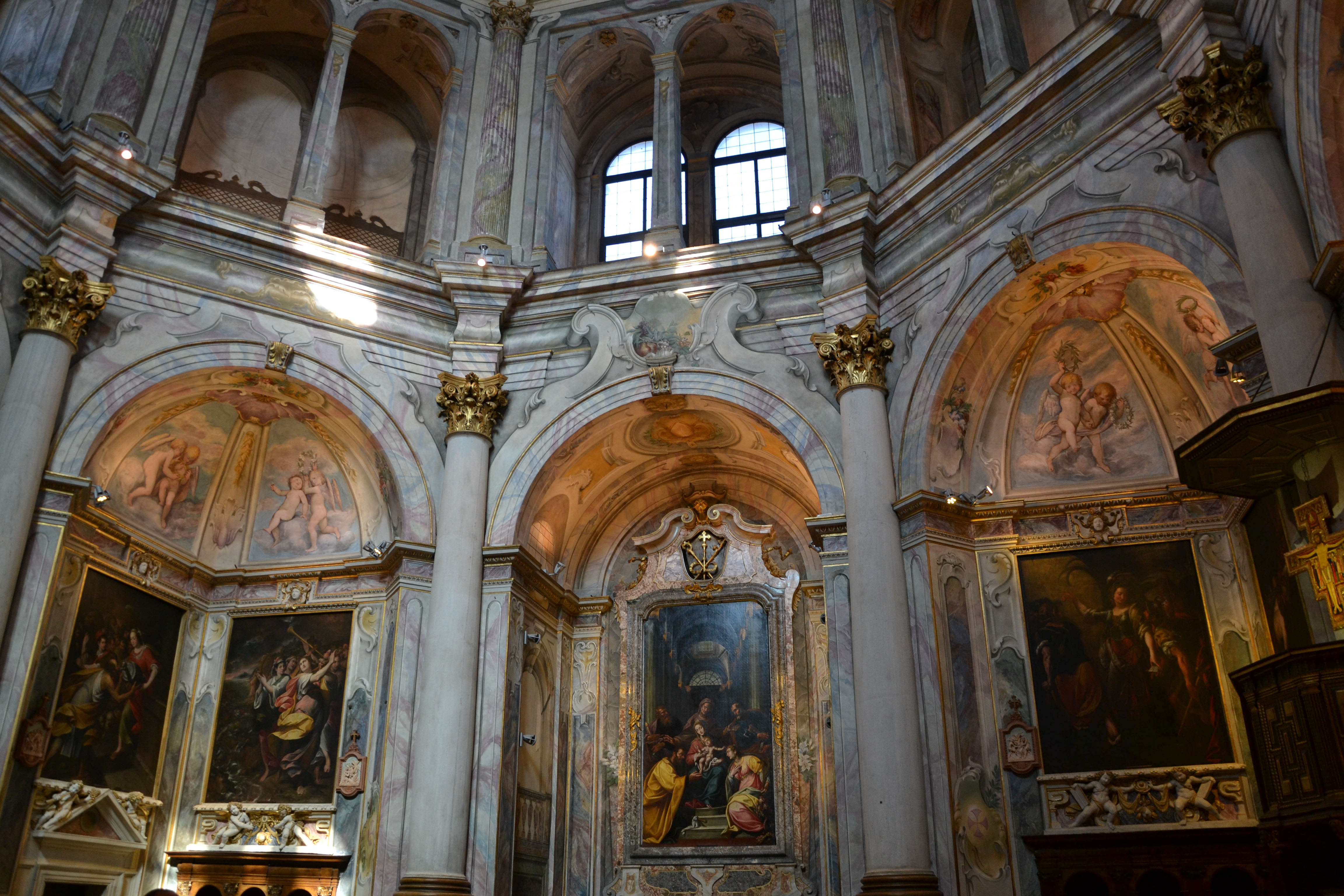
Interior.
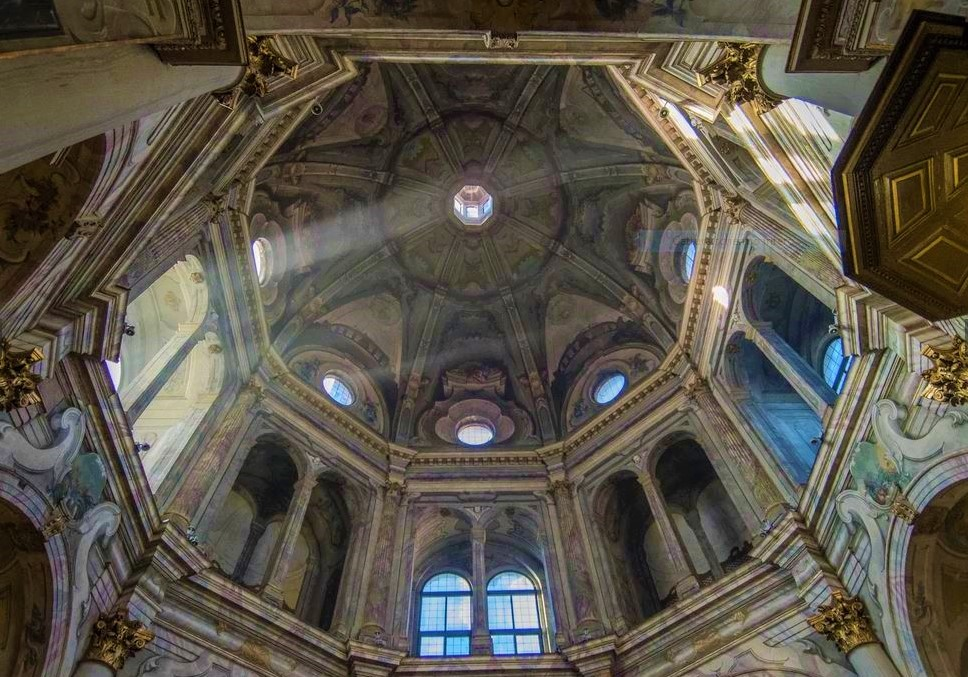
El domo.
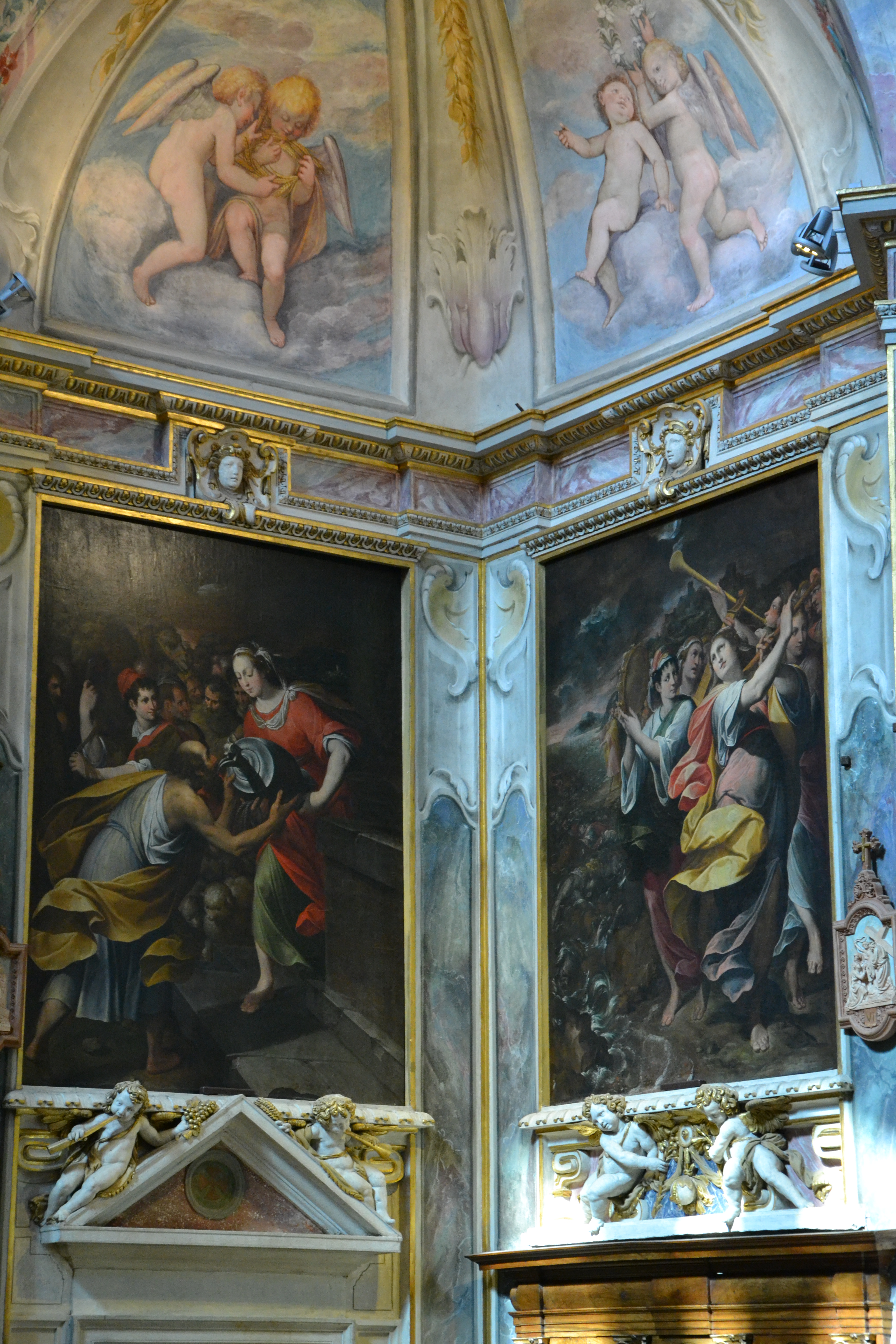
Lienzos de Camillo Procaccini.
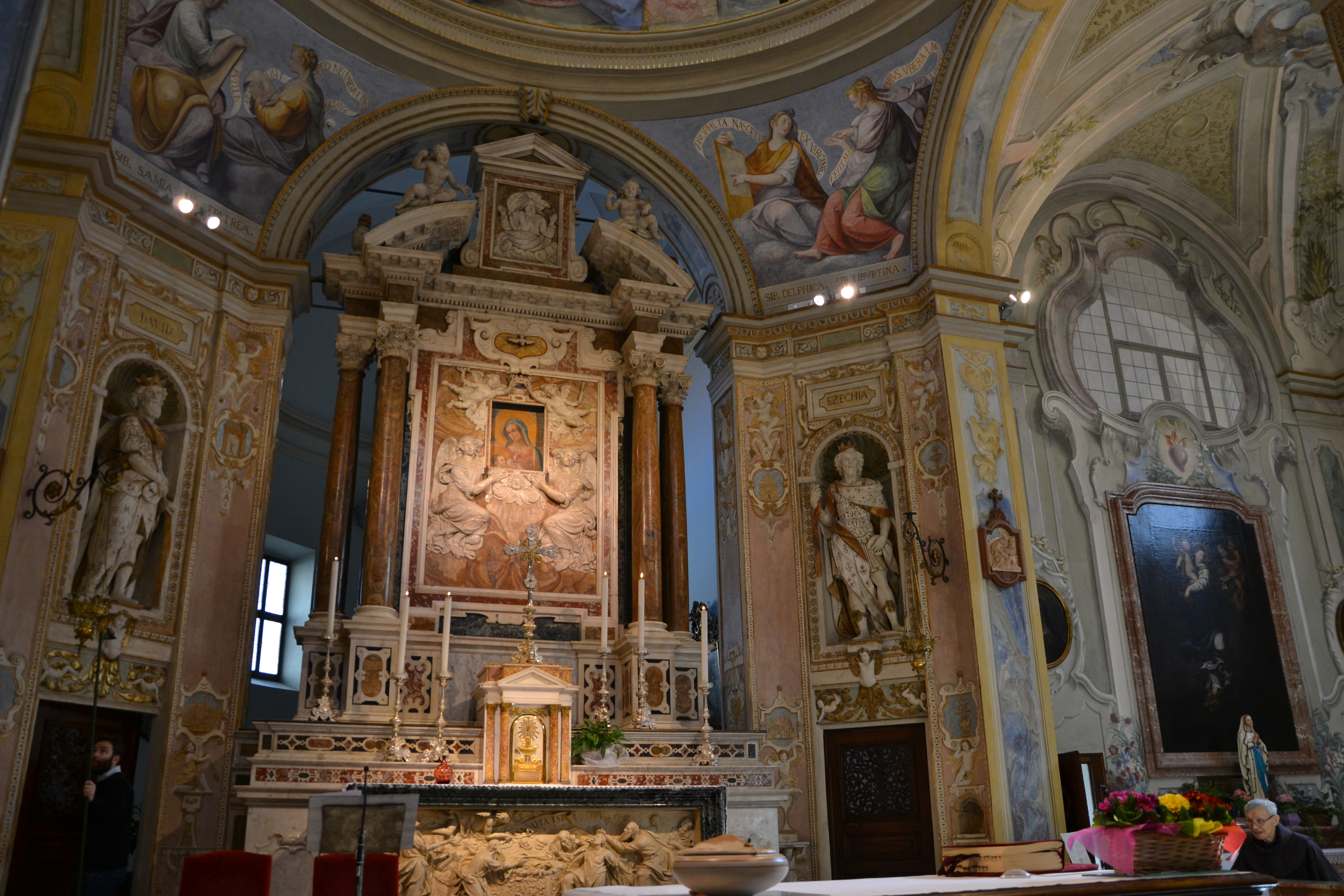
Altar mayor.
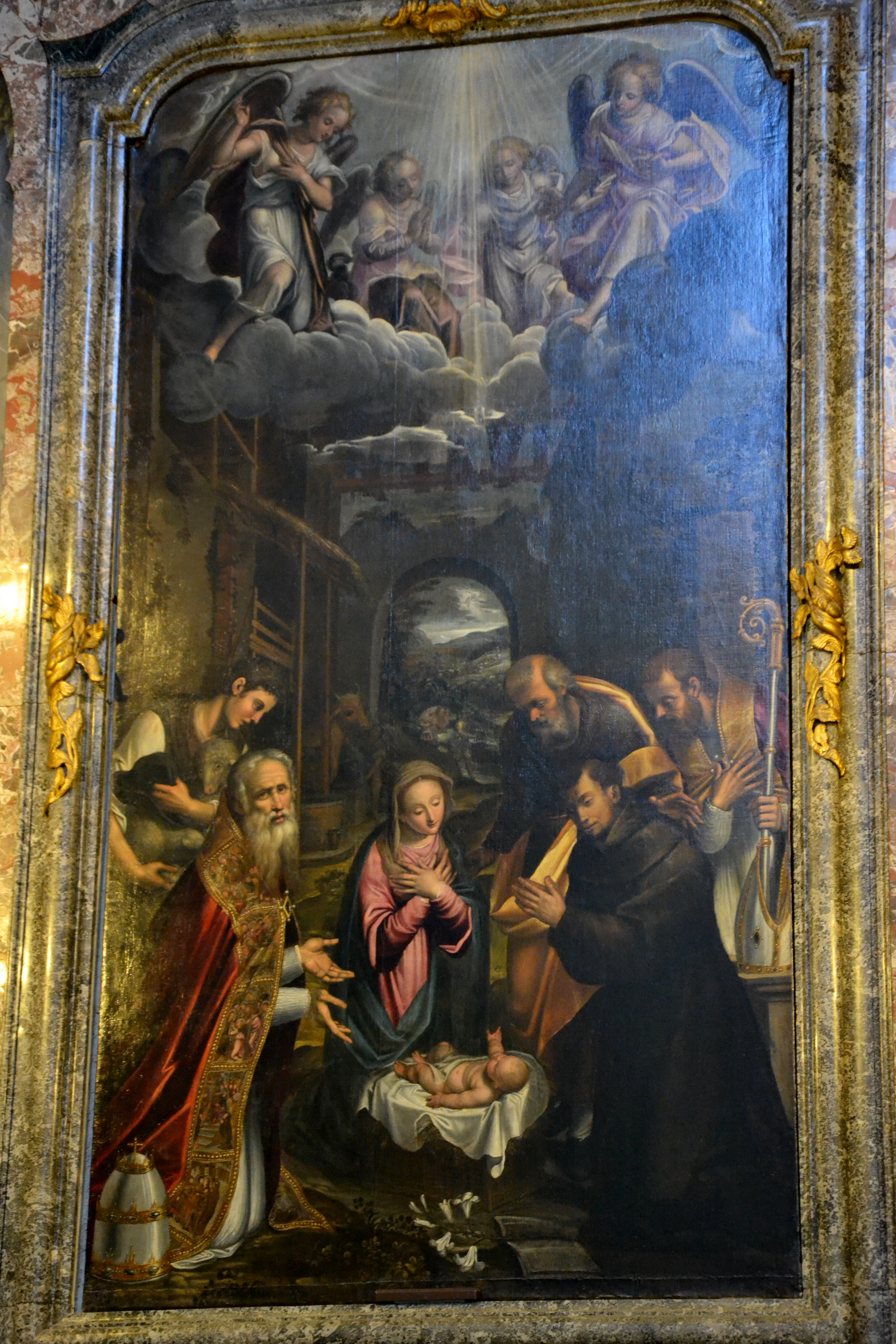
Simone Peterzano, Natividad con San Antonio, Giovanni XIV Canepanova e Ippolito de Rossi.
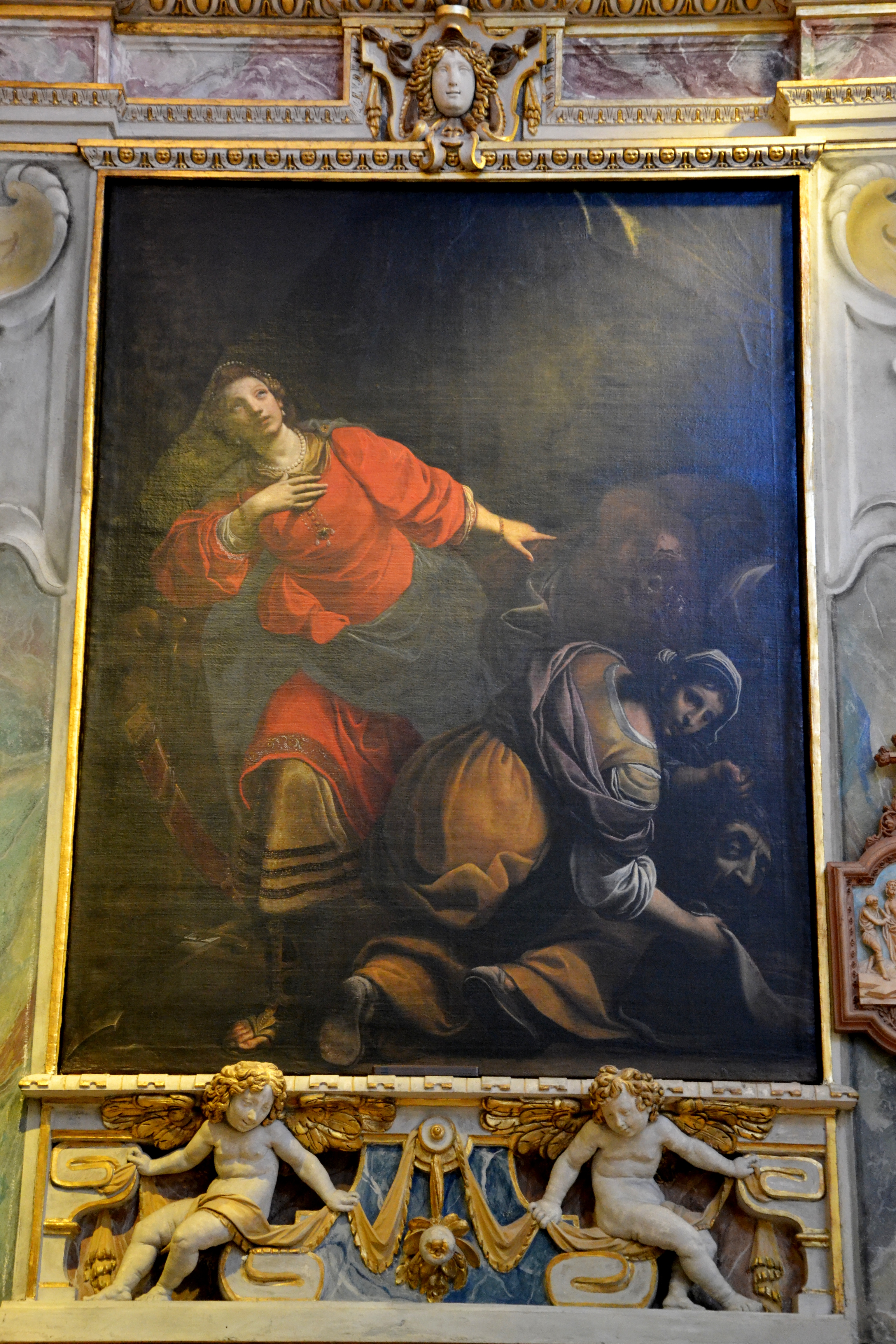
Judith y Holofernes, Alessandro Tiarini.

En el altar de la capilla de Santa Ana se encuentra el lienzo atribuido a Gianbattista Tassinari, pintor paviano de principios del siglo XVII. La pintura representa a la Virgen con el Niño y, detrás de ella, de pie, su madre Santa Ana con San Pedro y San Pablo a cada lado, que es también el santo patrón de los Barnabitas. Frente a la Virgen arrodillada se encuentran los retratos de Santiago y Santa Margarita de Antioquía. Originalmente, los nobles de Pavese Jacopo Menocchio y su sobrino Enrico fueron enterrados en la capilla, como se puede ver en las inscripciones murales en las paredes laterales.
Originalmente la capilla estuvo dedicada a San Alejandro Sauli con motivo de su beatificación, como se puede ver en la mitra de obispo pintada en la bóveda. El cuadro con la santa se trasladó a la sacristía con la llegada de los franciscanos, mientras que la capilla se volvió a dedicar a Santa Ana.
En el altar de la capilla de San José está el lienzo de Simone Peterzano que representa la Natividad con la Sagrada Familia: hay figuras de santos y otras figuras adoradoras (a la derecha San Antonio de Padua). En las esquinas de la sala hay un ciclo de ocho lienzos que representan heroínas bíblicas. El ciclo pretende presentar, a través de los acontecimientos de los personajes femeninos del Antiguo Testamento, las virtudes que son típicas de la Virgen. Los lienzos fueron pintados en el primer cuarto del siglo XVII por cuatro pintores diferentes: Camillo Procaccini, Giulio Cesare Procaccini, Alessandro Tiarini y Guglielmo Caccia. 
Debajo de cada lienzo hay un marco sostenido por dos ángeles/querubines que asumen diferentes posturas.
Detrás del coro de la iglesia, al este de la misma, aún se conserva un pequeño edificio con un pórtico en la parte inferior y abierto arriba a una logia. La estructura es anterior a la iglesia y, originalmente, al pequeño monasterio de los Convertitas (posteriormente incorporado a la iglesia). El edificio se divide en dos órdenes: el primero tiene un pórtico, cubierto por bóvedas de crucería, tiene columnas y capiteles de tipo gótico tardío en granito, mientras que más arriba se encuentran figuras de ángeles de medio cuerpo, con grandes alas y manos entrelazadas sobre el pecho. El claustro está fechado entre 1460 y 1480.